# Taufbecken (Pierrefitte-sur-Loire)

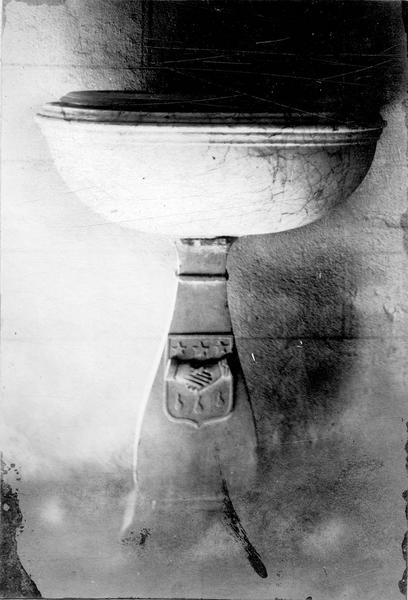
Taufbecken in Pierrefitte-sur-Loire

Das Taufbecken in der Kirche St-Pierre in Pierrefitte-sur-Loire, einer französischen Gemeinde im Département Allier der Region Auvergne-Rhône-Alpes, wurde Ende des 17. Jahrhunderts geschaffen. Das Taufbecken wurde 1924 als Monument historique in die Liste der geschützten Objekte (Base Palissy) in Frankreich aufgenommen.
Das runde Becken ist aus grauem Marmor der Region und der Fuß aus Sandstein. Auf einer Seite des Sockels ist ein Wappen mit zwei Händen und drei Sternen zu sehen.